# Lappset
Lappset Group Oy  est un fabricant finlandais d'équipements de jeux basé à Rovaniemi en Finlande. 

## Présentation
Fondée en 1975, Lappset Group Oy est une société dont le siège social est à Rovaniemi et dont l'activité la fabrication et la distribution d'équipement sportif et d'équipement de plein air. 
Le PDG de la société est Tero Tapani Ylinenpää.
Les autres produits de l'entreprise sont les jouets, l'équipement de loisirs et des aires de   jeux, l'équipement de jardin, l'équipement de parcs urbains et le mobilier d'extérieur.
En 2021, le chiffre d'affaires de la société Lappset Group Oy s'est élevé à 43,68 millions € et le bénéfice de l'exercice à 1,54 million €. 
Au cours de l'exercice clos en décembre 2021, l'entreprise comptait 244 employés.

## Prix et récompenses
- Prix de l'internationalisation du Président de la République, 1994
- Prix Fennia, 2005